# سنجاب ثعلبي
السنجاب الثعلبي أو سنجاب الثعلب أو السنجاب الثعلبي لِبراينت، هو أكبر أنواع السناجب وموطنه أمريكا الشمالية.